# Lou Meijers

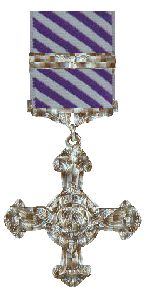
Distinguished Flying Cross

Lourens Marinus Meijers (Groningen, 27 januari 1920 - Den Haag, 31 juli 2002) is een voormalig Engelandvaarder. Hij werd Lou of Lucky Lou genoemd. In het Engels wordt zijn achternaam als Meyers geschreven.

## Biografie
Lou Meijers was de zoon van Pieter Gillis Meijers en Jannetje Tollenaar. Zijn vader gaf les op de Rijkslandbouwhogeschool in Groningen en zijn moeder was huisvrouw.
Toen de Tweede Wereldoorlog uitbrak, was Lou net begonnen aan zijn studie medicijnen aan de Rijksuniversiteit Groningen. Op 14 mei, na de capitulatie, vertelde hij zijn ouders dat hij vertrok. Hij pakte zijn fiets, had nog geen vast plan maar hij ging naar het zuiden. De fietstocht eindigde in Scheveningen, waar hij aan boord ging van de Zeemanshoop, samen met ruim 40 andere vluchtelingen.
In Engeland werd hij eerst uitgebreid verhoord, hetgeen standaardprocedure was. De eerste twee maanden werkte hij op een boerderij in Oxford, daarna kreeg hij een baan aan boord van de SS Prins Maurits, een klein schip van de koopvaardij, eigendom van de N.V. Maatschappij Zeetransport uit Rotterdam. Op 9 september werd de Maurits gebombardeerd. Het schip vloog in brand en bijna de gehele bemanning ging van boord. Door het schip los te snijden en vrij rond te laten dobberen, redde hij het schip samen met de 3de stuurman. Het leverde hem het Kruis van Verdienste op.
Op 1 november 1940 kreeg hij een identiteitskaart waaruit bleek dat hij in het Nederlandse leger diende. Hij wilde echter bij de luchtmacht. Dit werd pas (als algemene regel) na 16 januari toegestaan. Als Nederlander mocht hij sinds die datum in buitenlandse (Engelse) dienst zonder zijn nationaliteit te verliezen. Hij kreeg meteen een opleiding in Cambridge. In mei werd hij overgeplaatst naar Hatfield voor een vliegopleiding in Havilland Tiger Moths. Daarna mocht hij in Spitfires vliegen. In oktober kreeg hij zijn 'Wings' (na 70 uren vliegles). In Wales kreeg hij nog instructie vluchttactiek, daarna was hij klaar voor actie. Flight Sergeant Meyers, zoals hij in Engeland werd genoemd, werd ingedeeld bij het Squadron 602. In juni 1942 werd hij instructeur in Dumfrieshire. Van 12 juni 1943 tot 29 april 1945 was hij als Flight Lieutenant ingedeeld bij de 322 Dutch Squadron RAF op RAF vliegbasis Woodvale bij Southport. Hij haalde een V1 naar beneden en kreeg het Vliegerskruis. Daarna werd hij reservekapitein van de Nederlandse Luchtmacht.
Na de oorlog ging Meijers verder met zijn medische studie en werd in 1953 dokter. Omdat een eigen praktijk beginnen te duur was trad hij als bedrijfsarts in dienst bij de PTT. Hij trouwde in 1958 en woonde later met zijn vrouw Petra Selma Cohen en twee zonen in Den Haag. Zij was Joods en had veel familie door de Holocaust verloren. Over de oorlog werd niet veel gepraat in de familie, alhoewel zij wisten van zijn ontsnapping uit Nederland.